# Parafia św. Kazimierza Królewicza w Częstochowie
Parafia Świętego Kazimierza Królewicza w Częstochowie – rzymskokatolicka parafia, położona w dekanacie Częstochowa – św. Wojciecha, archidiecezji częstochowskiej w Polsce, erygowana w 1972 roku.  

## Historia
Parafia została erygowana w 1972 roku. Wcześniej, od 1965 wikariat terenowy. Najstarsze duszpasterstwo w dzielnicy Tysiąclecia. Początkowo parafia korzystała z kościoła Przemienienia Pańskiego (obecnie Zmartwychwstania Pańskiego w Tajemnicy Emaus) na cmentarzu Kule. W latach 1999–2000 staraniem wiernych i ks. prał. Aleksandra Kutyni wybudowano w miejscu dawnej plebanii kościół parafialny św. Kazimierza przy ul. Brzeźnickiej.